# Виктория Милчева
Вижте пояснителната страница за други личности с името Виктория.
Виктория Михайлова Милчева е българска писателка и журналистка. Родена на 3 февруари 1985 г. в София. Автор на книгата „Обичай ме навеки“ – любовна лирика. Председател на сдружение „Обединена младеж“. Зам. председател на 58 журналистическото дружество „Меридиани“– към СБЖ и е и Зам.председател на Салон за култура и публицистика „Журналист“ към СБЖ. Отговорен редактор и собственик на сайта „България без граници“.

## Биография
Потомка е на известния просветител Г. Богданов, съратник на Йоаким Груев, оставил диря в книжовното дело през Възраждането. Внучка е на трима писатели – прадядо ѝ поетът Иван Милчев, а баба ѝ е поетесата Крася Титянова. Дядо ѝ Силвестър Милчев е спортен журналист ветеран, автор на над 11 тома за футбола. Майка ѝ Антоанета Титянова е носител на „Златното перо“ и „Народен будител“ за публицистика и литература, на френската награда на „Форум де фам медитеране“.
Завършва I и II ниво на Институт по приложна психология през 2010 г. и модна школа „AВА“ през 2001 г. и работи като модел. Пише от ранна възраст. От години се занимава с маркетинг, реклама и (PR) на много известни личности. Сътрудничила е на сп. „Ние жените“, „Вестник за дома“, „Куриер 5“, сп. „Черно и бяло“ и други. Работила е в детското списание „Зорница за нашите деца“.
Член на Съюза на българските журналисти (2007), Зам. председател на дружество „Меридиани“ към Съюза на българските журналисти, където отговаря за младежкия конкурс на името на Христо Смирненски. Член на Съюзна българските творци (2021) и член на Конфедерацията на българските писатели. (2016). Членувала е Асоциацията за развитие на изкуствата и занаятите-7 /А.Р.И.З.-7/,.
Виктория е съавтор на книгите „Годината на коня – покровител на България“ и „Съдбата – карма или магия“. Първата ѝ самостоятелна книга е любовната лирика „Обичай ме навеки“. Редактор на книгата на писателката Йорданка Марушкина „Шепота на реката“ през 2018 г.
Лице на корица на списания като „Съдби“, „Лечебник здраве“, „Черно и бяло“ и др. „Тийнейджър Love“ я обявява за „Мис фотогеничност“, вестник „24 часа“ за „Момичето на софиянец“.
През 2015 г. печели награда от „Европейски срещи“ за поезия и франкофония от Асоциацията за Европейски срещи и Европоезия в Париж, Франция за стихотворението – „Остани до мен“. То е включено в сборник с останалите отличени творци от цяла Европа. През 2015 г. Виктория печели отличието V.I.P. MEDIA AWARDS 2015 – „Мост между българите в страната и чужбина“ за сайта „България без граници“. Виктория е носителка на две поетични награди през 2007 г. – една, от които е от Академия „Алдо Моро“ – Лече, Италия.
На 11 юли 2019 Виктория Милчева като творец и жител до най-старата културна институция в район Слатина, кв. Гео Милев, Народно читалище „П. К. Яворов -1920“, дари 32 книги от личната си библиотека и стана част от културната общност в района. Така Виктория Милчева подпомогна развитието и обогатяването на културния живот в кв. Гео Милев, район Слатина, град София, в най-старото читалище в района.
През 2010 година се ражда нейният син Антон, през 2019 година се ражда нейната дъщеря Михаела.

## Hагради
- 2021 – „Маратон на четенето 2021“. Грамота от Народно читалище „Просвета 1927“, Варна
- 2020 – Поетична награда от Международен поетичен конкурс Анкона,  Италия
- 2019 – Национален поетичен конкурс „Есенни щурци“. Kметсто Горски извор, Нродно Читалище „Пробуда 1896“, село Горско извор, община Димитровград
- 2019 – Награди от „Европейски срещи“ за поезия и франкофония от Асоциацията за Европейски срещи и Европоезия в категория за европоезия за – „Ти си“ в Париж,  Франция
- 2019 – Грамота за дарение от Народно читалище „П. К. Яворов - 1920“, в район Слатина, кв. Гео Милев, София
- 2018 – Награди от „Европейски срещи“ за поезия и франкофония от Асоциацията за Европейски срещи и Европоезия в две категории за стихотворението – „С целувка нежна глътка вино да отпием“ в Париж,  Франция
- 2015 – награда за поезия и франкофония на Асоциацията за Европейски срещи и Европоезия в Париж,  Франция.
- 2015 – е наградена на V журналистически награди V.I.P. MEDIA AWARDS 2015 на VIP COMMUNICATION Agency. Номинации за онлайн медии в категория „Медия мост между Българите в страната и чужбина“ печели тя и сайта „България без граници“.
- 2007 – награда за поезия и франкофония на Асоциацията за Европейски срещи и Европоезия в Париж,  Франция.
- 2007 – награда на поетичен конкурс Алдо Моро в Лече,  Италия
- „Мис фотогеничност“ на „Тийнейджър Love“.

## Произведения
- „Обичай ме навеки“ (любовна лирика) – стихосбирка (2019)
- „Годината на коня – покровител на България“ – съавтор (2014).[5]
- „Съдбата – карма или магия“ – съавтор със Станка Ангелова (2017)
- „София – от 7 извора вода“ – като представител на КБП е на част от колектива на тази книга (2018)
- „Вълшебство над дъгата“ (2018) (антология) – включени нейни стихове
- „Думите“ (2018) (алманах) – включени нейни стихотворения
- „Под лъчите на слънцето 5“ (2018) (алманах) – включени нейни стихотворения
- „Под лъчите на слънцето 6“ (2019) (алманах) – включени нейни стихотворения
- „Под лъчите на слънцето 7“ (2020) (алманах) – включени нейни стихотворения
- Алманах „Нова българска литература. Детски истории – 2021“ на Фондация „Буквите“ – включени нейни стихотворения
- „Под лъчите на слънцето 8“ (2021) (алманах) – включени нейни стихотворения
- „Под лъчите на слънцето 9“ (2022) (алманах) – включени нейни стихотворения
- Алманах "Нова българска литература" Поезия (2022)  на Фондация „Буквите“ – включени нейни стихотворения